# Margou Ganda
Margou Ganda (auch Margou) ist ein Dorf in der Stadtgemeinde Birni N’Gaouré in Niger.

## Geographie

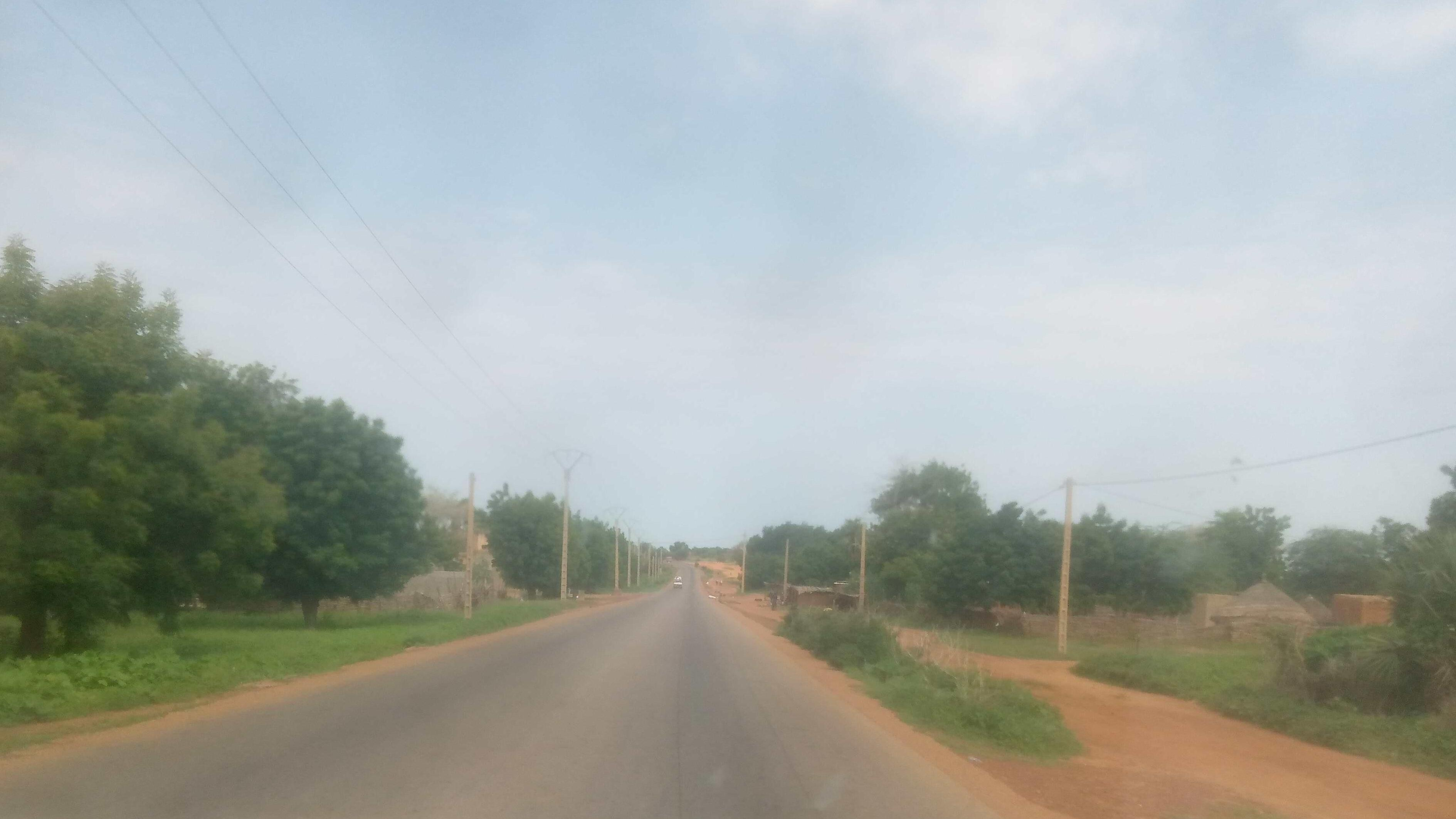
Nationalstraße 1 in Margou Ganda (2023)

Das von einem traditionellen Ortsvorsteher (chef traditionnel) geleitete Dorf befindet sich rund vier Kilometer nordwestlich des urbanen Zentrums von Birni N’Gaouré, der Hauptstadt des Departements Boboye, das zur Region Dosso gehört. Zu weiteren Siedlungen in der Umgebung von Margou Ganda zählen Kofo im Nordwesten, N’Gonga im Norden und Karra im Südosten.
Margou Ganda ist Teil der Übergangszone zwischen Sahel und Sudan. Die durchschnittliche jährliche Niederschlagsmenge beträgt hier zwischen 500 und 600 mm. Beim Dorf erstreckt sich ein Teich, die Mare de Margou. Hier wurden die Vogelarten Tahaweber (Euplectes afer) und Purpurhuhn (Porphyrio porphyrio) beobachtet.

## Geschichte
Der staatliche Stromversorger NIGELEC elektrifizierte das Dorf ab 2013.

## Bevölkerung
Bei der Volkszählung 2012 hatte Margou Ganda 517 Einwohner, die in 72 Haushalten lebten. Bei der Volkszählung 2001 betrug die Einwohnerzahl 339 in 44 Haushalten und bei der Volkszählung 1988 belief sich die Einwohnerzahl auf 393 in 56 Haushalten.

## Wirtschaft und Infrastruktur
Im Dorf wird ein Wochenmarkt abgehalten. Der Markttag ist Dienstag. In der Siedlung wird Saatgut für Augenbohnen produziert. Es gibt eine Schule. Eine Niederschlagsmessstation wurde 1953 in Betrieb genommen. Durch Margou Ganda führt die asphaltierte Nationalstraße 1, die mit 1601,7 Kilometern längste Fernstraße Nigers. Die Nationalstraße 1 kreuzt beim Dorf die 268,9 Kilometer lange Nationalstraße 35 zwischen Gaya und Winditane.